# Mortara
Mortara é uma comuna italiana da região da Lombardia, província de Pavia, com cerca de 13.776 habitantes. Estende-se por uma área de 52 km², tendo uma densidade populacional de 265 hab/km². Faz fronteira com Albonese, Castello d'Agogna, Ceretto Lomellina, Cergnago, Gambolò, Nicorvo, Olevano di Lomellina, Parona, Tromello, Vigevano.

## Demografia
| Variação demográfica do município entre 1861 e 2011                               |
|                                                                                   |
| Fonte: Istituto Nazionale di Statistica (ISTAT) - Elaboração gráfica da Wikipedia |